# House at the End of the Street
House at the End of the Street er en gyserfilm fra 2012 filmen er instrueret af Mark Tonderai og med Jennifer Lawrence, Max Thieriot, Elisabeth Shue og Gil Bellows i hovedrollerne.

## Medvirkende
- Jennifer Lawrence som Elissa
- Max Thieriot som Ryan
- Elisabeth Shue som Sarah
- Gil Bellows som Weaver
- Nolan Gerard Funk som Tyler
- Eva Link som Carrie Anne
- Allie MacDonald som Jillian
- Jordan Hayes som Penn State Carrie Anne
- Krista Bridges som Mary Jacobson
- James Thomas som Ben Reynolds